# Benedyktowo
Benedyktowo (lit. Benediktiškės) – wieś na Litwie, w okręgu wileńskim, w rejonie wileńskim, w gminie Rukojnie.

## Historia
W dwudziestoleciu międzywojennym leżało w Polsce, w województwie wileńskim, w powiecie wileńsko-trockim, w gminie Rudomino. W gminie tej istniały wówczas trzy położone w pobliżu siebie folwarki o tej nazwie, rozróżniane przymiotnikowo, z których jeden leżał w miejscu współczesnych wsi Benediktiškės i Łukszyna, drugi i trzeci natomiast na południowy zachód od niego, w obrębie współczesnych wsi Żeburtany i Okmieniszki. W 1931 miejscowości liczyły:
- Benedyktowo Rakańskie – 18 mieszkańców, zamieszkałych w 2 budynkach,
- Benedyktowo Szwajcarskie – 29 mieszkańców, zamieszkałych w 4 budynkach,
- Benedyktowo Wołkorabiskie – 81 mieszkańców, zamieszkałych w 12 budynkach[1][3].

Po II wojnie światowej w granicach Związku Sowieckiego. Od 1991 na niepodległej Litwie.